# Löffel-Theorie
Die Löffel-Theorie (von englisch spoon theory ‚Löffel-Theorie‘) ist ein Gedankenexperiment über die Lebensrealität von vielen chronisch kranken und behinderten Menschen. Sie veranschaulicht bildlich, dass einem Betroffenen im Vergleich zum Gesunden nur eine begrenzte Menge an körperlicher, geistiger und emotionaler Energie in Form von „Löffeln“ im Alltag zur Verfügung steht und wie sich Aktivitäten auf den individuellen Energievorrat und auf das Leistungsvermögen auswirken. Bezugnehmend auf die Löffel-Theorie ist „Spoonies“ mitunter auch eine Selbstbezeichnung von chronisch kranken und behinderten Menschen.

## Geschichte
Die Löffel-Theorie wurde 2003 von der US-amerikanischen Bloggerin Christine Miserandino in ihrem Essay „The Spoon Theory“ zur Beschreibung ihrer eigenen Erfahrung mit der chronischen Erkrankung Lupus erythematodes verwendet.
Seitdem wird die Metapher vor allem von chronisch kranken und behinderten Menschen und ihren Interessenvertretungen genutzt sowie von Medien aufgegriffen. Sie ist aber auch in der Fachliteratur, so zum Beispiel in der Physiotherapie, oder in inklusionspädagogischen Kontexten gebräuchlich. 
Teilweise wird die Löffel-Theorie neben Krankheit und Behinderung auf andere Marginalisierungserfahrungen ausgeweitet.

## Beschreibung
Entsprechend der Löffel-Theorie steht vielen chronisch kranken oder behinderten Menschen täglich eine bestimmte Anzahl an „Löffeln“ zur Verfügung. Die Löffel visualisieren die Menge an Energie oder Kraft, auf die höchstens zurückgegriffen werden kann. Jede Aktivität (körperlich, geistig oder emotional) verbraucht eine individuelle Menge an Energie. Dieser Verbrauch wird in Löffeln gemessen, wobei für unterschiedliche Aktivitäten eine jeweilige Anzahl an Löffeln anzusetzen ist. Ziel ist es, Aktivität nachzugehen, ohne den Energievorrat der vorhandenen Löffel zu übergehen.
Beispiele:
- Um morgens aufzustehen, muss eine chronisch kranke Person bereits einen Löffel investieren.
- Im Internet zu recherchieren, erfordert zwei Löffel.
- Für eine zurückgelegte Strecke mit dem Auto werden drei Löffel abgezogen.
- Ein Termin bei einer Ärztin oder bei einem Arzt kostet vier Löffel.

Die Löffel-Theorie ist nicht als wissenschaftliche Theorie zu verstehen, sondern stellt einen bildlichen Ausdruck dar. Auch bilden Löffel keine feststehende, sondern eine unbestimmte, willkürliche Einheit.
Die Löffel-Theorie geht davon aus, dass chronisch kranken und behinderten Menschen weniger Energie als gesunden und nicht-behinderten Menschen zur Verfügung steht und dass Aktivitäten mehr Energie von ihnen einfordern, etwa durch fehlende Barrierefreiheit. Dementsprechend müssen chronisch kranke und behinderte Menschen sich ständig zwischen Alltagsaktivitäten entscheiden.